# Matrimonio igualitario en Hidalgo
El matrimonio entre personas del mismo sexo es legal en Hidalgo desde el 11 de junio de 2019. El 14 de mayo de 2019, el Congreso estatal aprobó un proyecto de ley para la legalización de los matrimonios entre personas del mismo sexo en Hidalgo. Se publicó en el diario oficial del estado el 10 de junio y tomó efecto al día siguiente.

## Historia jurídica

### Antecedentes
La Suprema Corte de Justicia de la Nación dictaminó el 12 de junio de 2015 que las prohibiciones estatales del matrimonio entre personas del mismo sexo son inconstitucionales en todo el país. El fallo del tribunal se considera una "tesis jurisprudencial" y no invalida las leyes estatales, lo que significa que las parejas del mismo sexo a las que se les niega el derecho a casarse aún tendrían que buscar amparos individuales en los tribunales. El fallo estandarizó los procedimientos para que jueces y tribunales de todo México aprueben todas las solicitudes de matrimonios entre personas del mismo sexo e hizo que la aprobación fuera obligatoria. El tribunal basó su decisión en los artículos 1 y 4 de la Constitución de México. El artículo 1 de la Constitución establece que "toda forma de discriminación, basada en el origen étnico o nacional, el género, la edad, la discapacidad, la condición social, las condiciones médicas, la religión, las opiniones, la orientación sexual, el estado civil o cualquier otra forma, que viole la dignidad humana o pretenda anular o disminuir los derechos y libertades de las personas, está prohibida", mientras que el artículo 4 respeta la igualdad matrimonial: "El hombre y la mujer son iguales ante la ley. La ley protegerá la organización y el desarrollo de la familia".
Debido a la falta de acción legislativa, el 8 de agosto de 2014 se interpuso un recurso de amparo colectivo para seis parejas del mismo sexo ante el Tercer Juzgado de Distrito para impugnar la constitucionalidad de los artículos 8, 11 y 143 del Código de Familia. El artículo 8 describía el matrimonio como una "institución social y permanente entre un hombre y una mujer", y el artículo 143 definía de manera similar el concubinato como "entre un hombre y una mujer". El artículo 11 caracterizaba el matrimonio como una institución cuyo objetivo es "perpetuar la especie". Casi dos años después, en septiembre de 2016, la Primera Sala de la Suprema Corte de Justicia de México declaró que los artículos violaban la Constitución de México, y otorgaba a las seis parejas el derecho a casarse. En diciembre de 2014 se presentó otro amparo impugnando la constitucionalidad de los tres artículos. En octubre de 2016, Yolanda Molina Reyes, coordinadora estatal de Matrimonio Igualitario México, dijo que en los últimos dos años se habían interpuesto tres amparos separados contra el Estado, todos los cuales habían tenido éxito en los tribunales. La primera boda entre personas del mismo sexo en el estado ocurrió en Pachuca el 8 de octubre de 2016. Hasta agosto de 2017, se habían otorgado 8 amparos por el derecho al matrimonio entre personas del mismo sexo en Hidalgo.

### Acción legislativa
Como la Ciudad de México y Coahuila habían legalizado recientemente las uniones civiles, en julio de 2007 se propuso una medida similar en Hidalgo; sin embargo, se estancó en el Congreso estatal y en sucesivas sesiones legislativas. En octubre de 2013, el Congreso indicó que no había suficiente "madurez" en la sociedad para aceptar el matrimonio entre personas del mismo sexo y que, en cambio, consideraría un proyecto de ley para reconocer la cohabitación entre personas del mismo sexo, pero finalmente el Congreso no aprobó ningún proyecto de ley de este tipo.
Las elecciones generales de julio de 2018 resultaron en que el Movimiento de Regeneración Nacional (Morena), cuya plataforma partidista incluía el apoyo al matrimonio entre personas del mismo sexo, ganara la mayoría de los escaños en el Congreso del Estado de Hidalgo. En octubre de 2018, la diputada Areli Rubí Miranda Ayala, del Partido de la Revolución Democrática (PRD), presentó al Congreso un proyecto de ley sobre matrimonio entre personas del mismo sexo. Fue aprobado el 14 de mayo de 2019 en una votación de 18 contra 2 y 8 abstenciones. El gobernador Omar Fayad promulgó el proyecto de ley el 24 de mayo. Se publicó en el Diario Oficial del Estado el 10 de junio de 2019 y entró en vigor al día siguiente. La votación fue la siguiente:
| Partido político                     | Miembros | Sí | No | Abstención | Ausentes |
| ------------------------------------ | -------- | -- | -- | ---------- | -------- |
| Movimiento de Regeneración Nacional  | 17       | 15 |    | 1          | 1        |
| Partido Revolucionario Institucional | 5        |    |    | 5          |          |
| Partido Acción Nacional              | 3        |    | 2  |            | 1        |
| Partido Encuentro Social             | 2        | 2  |    |            |          |
| Partido del Trabajo                  | 1        |    |    | 1          |          |
| Partido de la Revolución Democrática | 1        | 1  |    |            |          |
| Partido Nueva Alianza                | 1        |    |    | 1          |          |
| Total                                | 30       | 18 | 2  | 8          | 2        |

La ley garantiza que las parejas casadas del mismo sexo disfruten de los mismos derechos, beneficios y responsabilidades que las parejas casadas del sexo opuesto, incluidos beneficios fiscales, derechos de inmigración, derechos de propiedad, herencia, derechos de adopción, etc. El artículo 8 del Código de Familia ahora dice:

El matrimonio es una institución social y permanente, por la cual se establece la unión jurídica entre dos personas, que, con igualdad de derechos y obligaciones, procuran respeto, igualdad y ayuda mutua, originan el nacimiento y estabilidad de una familia, así como la realización de una comunidad de vida plena y responsable.

## Estadísticas
El Instituto Nacional de Estadística y Geografía informó que en 2019 se habían celebrado en Hidalgo 71 matrimonios entre personas del mismo sexo, lo que representa el 0,78% de los matrimonios.

## Opinión pública
Una encuesta de opinión de 2017 realizada por Gabinete de Comunicación Estratégica encontró que el 51% de los residentes de Hidalgo apoyaban el matrimonio entre personas del mismo sexo, mientras que el 46% se oponía.
Según una encuesta de 2018 del Instituto Nacional de Estadística y Geografía, el 42% de la población hidalguense se oponía al matrimonio entre personas del mismo sexo.